# Drosophila primaeva
Drosophila primaeva är en tvåvingeart som beskrevs av Elmo Hardy och Kaneshiro 1968. Drosophila primaeva ingår i släktet Drosophila och familjen daggflugor.
Artens utbredningsområde är Hawaii.